# Lycorhinus angustidens
Lycorhinus angustidens Haughton, 1924 era un piccolo dinosauro erbivoro, non più lungo di 1,2 metri, conosciuto solo per frammenti di cranio; visse tra il Triassico superiore ed il Giurassico inferiore (tra Retico e Sinemuriano, 201,6-189,6 milioni di anni fa) e i suoi resti fossili sono stati rinvenuti in Sudafrica.
Il suo aspetto si suppone fosse molto simile al ben più noto Heterodontosaurus, che viveva negli stessi luoghi e nella stessa epoca.
I resti del Lycorhinus angustidens, scoperti nel 1924, erano stati in un primo tempo identificati come appartenenti a un rettile  del gruppo dei terapsidi. Da qui il nome dell'animale, che significa “muso da lupo”.
In realtà Lycorhinus fa parte di un gruppo di dinosauri erbivori noti come eterodontosauridi, caratterizzati da una strana dentatura dotata di forti canini e “incisivi” superiori che battevano sull'osso predentale.